# 千田勝隆
千田 勝隆（せんだ かつたか、1953年〈昭和28年〉7月10日 - ）は、日本の政治家。第10代扶桑町長（1期）。元扶桑町議会議員（3期）。

## 来歴
愛知県丹羽郡扶桑町出身。滝高等学校を卒業後、浪人中に父・鈴夫が倒れ、家業の千田プロパン（燃料販売業）を継いだ。しかし、その後も進学の夢を諦めきれず、25歳で愛知大学に入学し、1983年（昭和58年）に卒業。2004年（平成16年）の扶桑町議会議員議員選挙に立候補し、無投票で初当選。以降連続で3選。2012年（平成24年）5月22日から2013年（平成25年）5月20日まで扶桑町議会副議長、2013年（平成25年）5月20日から2015年（平成27年）5月21日まで扶桑町議会議長を務めた。

### 2016年扶桑町長選挙
2016年（平成28年）3月、江戸満は町長選不出馬を表明するとともに「町長選と町議選を同時に行なうのが望ましい」として8月までの任期を残して辞職を申し入れた。これに伴い、町長選と町議選が同年4月24日に同日実施されることとなった。4月11日、江戸の後継指名を受けた千田が無所属で立候補を表明。選挙戦は同じく扶桑町議から無所属で立候補した梅村治男との一騎打ちとなった。
千田が公約として江戸町政の継承、児童館建設などを掲げた一方、梅村も「現町政の良いところは引き継ぎたい」と明言するなど対立軸のはっきりしない選挙となったが、千田は江戸のほか半数以上の町議や、隣町・大口町の鈴木雅博町長らの支援を受けるなど盤石の態勢で臨み初当選。
※当日有権者数：27,098人 最終投票率：56.24%（前回比：28.19pts）
| 候補者名 | 年齢 | 所属党派 | 新旧別 | 得票数  | 得票率 | 推薦・支持 |
| -------- | ---- | -------- | ------ | ------- | ------ | ---------- |
| 千田勝隆 | 62   | 無所属   | 新     | 9,408票 | 61.72% |            |
| 梅村治男 | 64   | 無所属   | 新     | 5,256票 | 35.84% |            |

### 2020年扶桑町長選挙
2019年（令和元年）12月の扶桑町議会定例会では去就を明らかにしなかった千田だったが、2020年（令和2年）2月10日、再選を目指して立候補を表明。町を二分する争点はなく、千田が無投票当選するとの見方もあったが、選挙まで3週間ほどに迫った4月2日、鯖瀬武が突如として立候補を表明。鯖瀬は3月末まで扶桑町役場の総務部長を務めていたが、千田との方針の違いを訴え、定年を1年残して退職を申し出ていた。
選挙戦では、千田が初当選時からの公約だった多機能児童センターの建設を既定路線として主張した一方、鯖瀬は児童センターの建設予算を切り詰めて、新しい公共交通網づくりなどに充てると訴えた。自由民主党・公明党の県組織から推薦を得たほか、近隣首長の応援も受けた千田だったが、27日の投開票の結果、672票差で惜敗した。
2020年の愛知県では岡崎市（内田康宏）、豊橋市（佐原光一）、豊山町（服部正樹）などで現職首長の落選が相次いだ。
※当日有権者数：28,140人 最終投票率：38.25%（前回比：17.99pts）
| 候補者名 | 年齢 | 所属党派 | 新旧別 | 得票数  | 得票率 | 推薦・支持                 |
| -------- | ---- | -------- | ------ | ------- | ------ | -------------------------- |
| 鯖瀬武   | 59   | 無所属   | 新     | 5,656票 | 53.16% |                            |
| 千田勝隆 | 66   | 無所属   | 現     | 4,984票 | 46.84% | （推薦）自由民主党・公明党 |

2023年（令和5年）11月3日、秋の叙勲で旭日双光章を受章。

## 人物
- 母、妻、次女との4人暮らし[1]。
- 趣味はゴルフ[1]。
- 座右の銘は禅即行動[注釈 1][20]。

## 町政

### 児童館建設

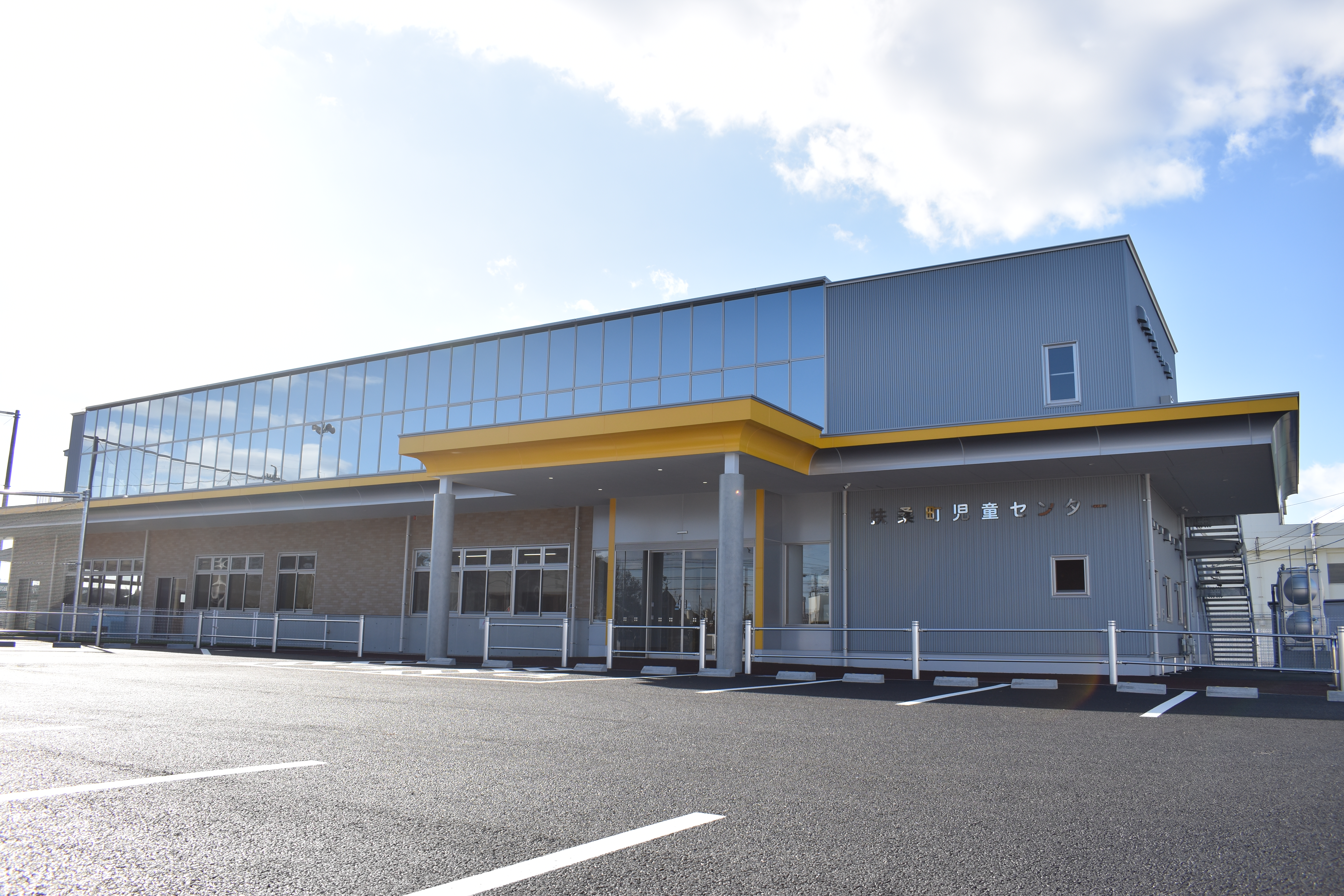
扶桑町児童センター

千田の初当選時からの公約の一つが児童館建設である。当初、建設地は高木公民館跡地で、2020年度の供用開始が予定されていた。保健センターの機能を組み合わせた「まちの子育て基地」が目標で、千田は「スーパー児童館」と称していたほか、児童館建設が自らの「ライフワーク」とも語っていた。2017年（平成29年）に基本設計や住民の意見集約を始め、2018年（平成30年）には完成予想図を公開。2019年（令和元年）に開館が2021年度に変更されたが、2020年度までの2年間で計6億1300万円を投じていよいよ着工。2020年（令和2年）、建設地が扶桑町立扶桑中学校の敷地内に変更されたほか、2019年の着工予定が1年延期となり、2020年夏頃に着工予定であることなどが発表された。2021年後半に保健センター部分、2022年初めに児童館部分のオープンを目指していた矢先、千田が町長選で落選。千田に代わって当選したのは児童館建設費の見直しを訴える鯖瀬武だった。鯖瀬は選挙時から児童館の豪華すぎる建設費を「財政負担が大きすぎる」と疑問視しており、鯖瀬のもとで計画が見直された扶桑町児童センターは2023年（令和5年）4月1日に開館した。